# Casa de la Covadonga

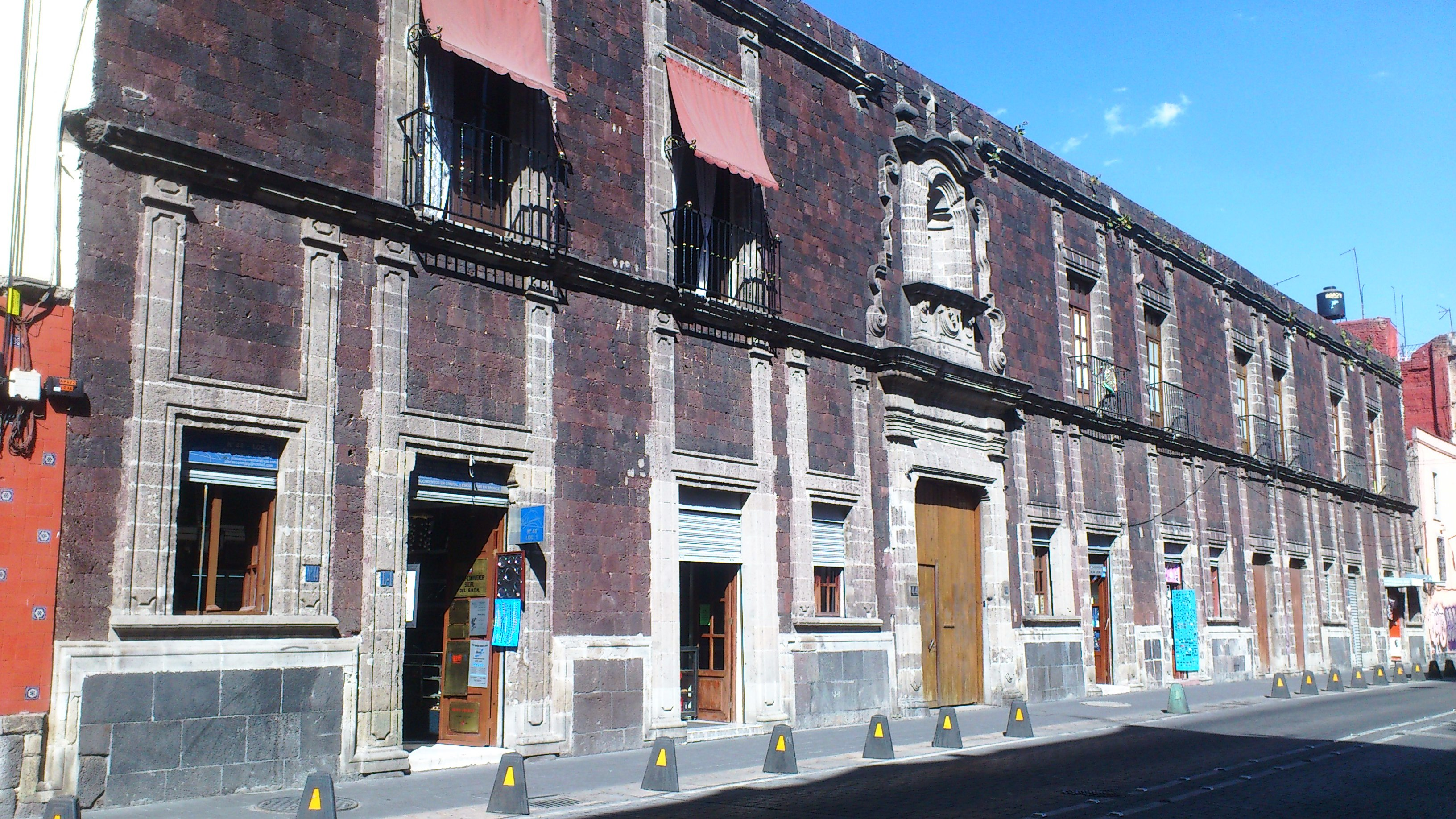
Exterior de la casa

La Casa de la Covadonga es un edificio ubicado en el número 44 de la calle Belisario Domínguez en el centro histórico de la Ciudad de México en la alcaldía Cuauhtémoc y fue construida a finales del siglo XVIII para albergar el hospicio de nuestra señora de la Covadonga. Fue catalogado como monumento histórico el 21 de julio de 1931.

## Historia
En 1775 el sacerdote Vicente Antonio de Soto decidió fundar un lugar de recogimiento para niñas descendientes de españoles y comenzó la construcción de la casa que lo albergaría en la calle de San Lorenzo. Al poco tiempo de comenzada la obra, el sacerdote enfermó súbitamente y murió, designando a dos damas de la ciudad, Josefa Gertrudis de Collazo y Rosa Josefa de Castro como sus herederas universales y albaceas en el proyecto.
En 1777 se terminó la casa y el 18 de marzo del mismo año se otorgó la escritura de fundación. Sin embargo, el 14 de junio de 1778 se otorgó una nueva escritura que estipulaba que en la institución tendría siempre un carácter seglar, de manera que nunca interviniera ninguna autoridad eclesiástica, ni se seguirían reglas o constituciones religiosas, ni se convirtiera en convento ni tuviera carácter de beaterio.
En 1782 las fundadoras pidieron al rey que recibiera la institución bajo real patronato para constituir el hospicio en un colegio a imitación del colegio de las Vizcaínas. En respuesta, el rey pidió un informe en 1785 para que el consejo estudiara si se otorgaba al hospicio el beneficio. El 20 de abril de 1791 se otorgó la real cédula en la que se aprueban las constituciones del Colegio de Niñas Doncellas de Santa María de Covadonga de México para doncellas españolas legítimas y la real e inmediata protección de este.
En 1794, el hospicio se transformó en el Colegio de nuestra señora de la Covadonga, el cual se mantuvo en funciones hasta que fue suprimido por las leyes de reforma y el edificio fue vendido a particulares, que lo usaron como almacén. A finales del siglo XIX fue adquirido por la fundación Rafael Dondé, quienes lo convirtieron en vecindad, A principios del siglo XXI fue vendida al Gobierno del Distrito Federal quienes gestionaron su recuperación.

## Rehabilitación
A principios del siglo XXI, uno de los ejes del proyecto de rescate del centro histórico era la regeneración habitacional y el repoblamiento de la zona. En el año 2004 el Gobierno del Distrito Federal a través de la Secretaría de Desarrollo Urbano y Vivienda en convenio con la Junta de Andalucía convocaron a un concurso para el Proyecto de Rehabilitación de la Casa de la Covadonga, el objetivo era lograr un proyecto emblemático, que demostrara la factibilidad técnica y financiera de recuperación edificios de valor patrimonial para la vivienda social
El ganador del concurso fue el arquitecto Alejandro Suárez Pareyón. Básicamente, se liberó al edificio de los añadidos hechos en los siglos XIX-XX con lo que se recuperaron la arquería del enorme patio y su fuente. Para los departamentos idearon una disposición que le permitiera a la mayoría disfrutar la vista al patio. También se construyeron escaleras y se consolidaron la estructura y la fachada.